# Guildford Chess Club
Guildford Chess Club – założony w 1896 roku brytyjski klub szachowy z siedzibą w Guildford, dziesięciokrotny mistrz 4NCL. W rozgrywkach występuje pod nazwą Guildford-4NCL.

## Historia
Klub powstał 10 kwietnia 1896 roku na spotkaniu w Guildford Institute, zainicjowanym przez J.J. Geake'a. Otrzymał nazwę Guildford and Working Men’s Institute Chess Club (GWMI) i liczył początkowo 36 członków. Pierwszym prezesem został H.S. Leonard. Początkowo rozgrywano mecze z lokalnymi klubami. Pierwszą wygraną GWMI odniosło 9 lutego 1897 roku nad drużyną YMCA z Guildford. 10 kwietnia 1899 roku GWMI połączyło się z istniejącym przynajmniej od 1887 roku Guildford Chess Club, przyjmując jego nazwę. Klub w sezonie 1899/1900 wygrał Beaumont Cup, uczestniczył także w meczach towarzyskich. Na czas I wojny światowej zawieszono działalność Guildford Chess Club, wznowioną po zakończeniu wojny. W 1920 roku z okazji 25-lecia istnienia zorganizowano symultanę, w której uczestniczył José Raúl Capablanca. W sezonie 1920/1921 po raz drugi szachiści Guildford Chess Club zdobyli Beaumont Cup, ponadto w okresie międzywojennym dziewięciokrotnie zdobywali Waechter Shield, a dwóch zawodników (B.C. Gould i A.W.J. Down) zdobyło mistrzostwo Wielkiej Brytanii chłopców. Podczas II wojny światowej ograniczono działalność, chociaż w tym czasie klub m.in. uczestniczył w korespondencyjnych pojedynkach z Kapsztadem i zorganizował symultanę z udziałem Jacquesa Miesesa.
W 1960 roku Guildford Chess Club zdobył Alexander Cup, pokonując w finale Streatham & Brixton 6:4. W tym okresie członkiem klubu został Graham Russell Mitchell, występując w nim do swojej śmierci. W sezonie 1961/1962 szachiści z Guidford odnieśli triumf w nowo powstałej Surrey Border League. W sezonie 1974/1975 po raz pierwszy zdobyto Surrey Minor Trophy, a w sezonie 1984/1985 – Surrey Trophy, w którym klub uczestniczył od początku lat 60. W sezonie 1990/1991 drużynę wzmocnił Nigel Povah. Wówczas to po 70 latach przerwy klub po raz trzeci zdobył Beaumont Cup. W 1993 roku uruchomiono w klubie sekcję juniorów, a trzy lata później klub odchodził stulecie istnienia.
W latach 1995–1996 klub był nominowany jako reprezentant Anglii w Klubowym Pucharze Europy. W sezonie 1995/1996 klub zadebiutował w 4NCL, zdobywając siódme miejsce. W sezonie 1996/1997 Guildford Chess Club otrzymał od Brytyjskiej Federacji Szachowej nagrodę dla klubu roku. W 1998 roku drużyna spadła z 4NCL, a rok później uzyskała powtórny awans. Po powrocie do 4NCL przy finansowym wsparciu Nigela Povaha nowymi szachistami klubu zostali Stuart Conquest, James Plaskett, Daniel King, Jonathan Rowson i Daniel Gormally. Ponadto firma Povaha, Assessment & Development Consultants, została tytularnym sponsorem klubu, zmieniając jego nazwę na Guildford-A&DC.
W sezonie 2003/2004 po raz pierwszy w historii klub z Guildford wygrał 4NCL, po zwycięstwie w finale 4½:3½ z Wood Green. Jego reprezentantami byli wówczas m.in. Emil Sutowski, Aleksandr Czerniajew i Daniel King. Następne triumfy w lidze zespół odnosił w sezonach 2006/2007 i 2007/2008. Następnie Povah ograniczył finansowanie drużyny, co przełożyło się niekorzystnie na jej wyniki. W 2011 roku Assessment & Development Consultants całkowicie wycofał wsparcie finansowe. Nowym sponsorem został Roger Emerson, zmieniając nazwę klubu na Guildford-4NCL. Emerson pozyskał takich szachistów, jak Nigel Short, Maxime Vachier-Lagrave, Romain Édouard, David Smerdon i Antoaneta Stefanowa. W sezonie 2011/2012 Guildford-4NCL zdobył wicemistrzostwo Wielkiej Brytanii. Po zakończeniu sezony nowymi zawodnikami zostali Gawain Jones, Matthew Sadler, Robin van Kampen i Mark Hebden. W sezonie 2012/2013 uzyskano sześć trofeów, w tym Surrey Trophy i 4NCL. Do sezonu 2018/2019 sześciokrotnie skutecznie broniono tytułu w 4NCL.

## Sukcesy
Źródło: Guildford Chess Club
- 4NCL: 2003/2004, 2006/2007, 2007/2008, 2012/2013, 2013/2014, 2014/2015, 2015/2016, 2016/2017, 2017/2018, 2018/2019
- Surrey Trophy: 1984/1985, 1993/1994, 1994/1995, 1995/1996, 2003/2004, 2004/2005, 2012/2013, 2015/2016, 2019/2020
- Beaumont Cup: 1899/1900, 1920/1921, 1990/1991, 2000/2001, 2004/2005, 2018/2019
- Ellam Trophy: 1975/1976, 2014/2015, 2019/2020
- Waechter Shield: 1923/1924, 1925/1926, 1926/1927, 1930/1931, 1931/1932, 1932/1933, 1934/1935, 1935/1936, 1937/1938, 1946/1947, 1948/1949, 1949/1950, 1951/1952, 1952/1953, 1960/1961
- Minor Trophy: 1974/1975, 2002/2003
- Centenary Trophy: 2012/2013
- Stoneleigh Trophy: 1998/1999, 1999/2000, 2000/2001, 2007/2008, 2011/2012, 2014/2015, 2017/2018, 2018/2019
- Ellery Williams Trophy: 2008/2009, 2009/2010, 2010/2011, 2015/2016
- Alexander Cup: 1960/1961, 1994/1995, 1996/1997, 1999/2000, 2000/2001, 2019/2020
- Lauder Trophy: 2015/2016
- Haselmere Knockout: 1984/1985, 1986/1987, 1989/1990, 1992/1993, 1994/1995, 1995/1996, 1996/1997, 1998/1999, 2005/2006, 2006/2007, 2014/2015, 2015/2016
- Bell Trophy: 2008
- Waechter Shield – Div 1: 31 razy
- Tom White Trophy – Div 2: 5 razy
- Graham Smith Shield – Div 3: 7 razy
- David Pritchard Shield – Div 4: 8 razy
- Colin Price Shield – Div 5: 7 razy
- Bill Lowe Shield – Div 6: 1 raz

## Prezesi
Źródło: Guildford Chess Club
- 1896–1901: H.S. Leonard
- 1901–1902: G.E. Wainwright
- 1902–1930: R.B. Wells
- 1930–1945: H.E. Lee
- 1945–1955: E.A.Limming
- 1955–1978: T.W. White
- 1978–1981: R.N. Coles
- 1981–1995: Roger Abayasekera
- 1995–2021: Phil Stimpson
- od 2021: Nigel Povah